# Sara-Bagirmi jezici
Sara-Bagirmi jezici, jedna od četiri glavne skupine bongo-bagirmi jezika, nilsko-saharska porodica, koja obuhvaća (29) jezika unutar dvije uže skupine, sara i bagirmi po kojima nosi ime i dva posebna jezika, Birri [bvq] iz Srednjoafričke Republike i Fongoro [fgr] iz Čada. Predstavnici su:
a. Bagirmi (8): bagirmi, berakou, bernde, disa, gula (bagirmi jezik), jaya, kenga, naba;
b. Sara (19):
b1. Sara vlastiti (17): 
bedjond,
dagba,
gor,
gulay,
horo,
kaba,
laka,
mango,
mbay,
ngam,
ngambay,
sar,
Sara Kaba (5): kaba deme, kaba na, kulfa, sara dunjo, sara kaba,
b2. Vale (2): lutos, vale;
birri;
fongoro.

## Vanjske poveznice
- Ethnologue (14th)
- Ethnologue (15th)